# Sava (Italia)
Sava è un comune italiano di 15 087 abitanti della provincia di Taranto in Puglia. Situata nell'entroterra salentino, dista circa 25 km dalla città capoluogo Taranto e 11 km dal mar Ionio, ed è nota principalmente per la produzione di vino primitivo e di olio d'oliva.

## Geografia fisica
Il territorio comunale è situato nel Salento settentrionale, in un'area collinare detta delle Murge tarantine; l'abitato è posto a circa 107 metri s.l.m.. Nell'agro savese verso Manduria ricade in parte il monte Bagnolo, un modesto rilievo alto 124 m s.l.m., tra i più alti delle Murge tarantine.

## Storia
Alcuni studiosi fanno risalire il nucleo centrale del paese, costruito intorno al 1500, nel triangolo comprendente la chiesa Mater Domini, la chiesa della Croce e la chiesa Madre; nel perimetro comprese le vie: via Dante via Cesare Battisti via Bellinzona e via Benedetto Croce (quest'ultima doveva essere l'asse principale). In seguito, verso l'inizio del 1800, il paese ebbe una crescita dalla parte della chiesa Madre verso la chiesa di S. Cosimo e verso il monumento ai caduti (Piazza della Vittoria) con via Adua. L'antica via che conduceva a Taranto era la via Mazzini e Corso Umberto verso Lecce. Corso Vittorio Emanuele fu costruita dopo l'unità d'Italia.
Alcuni reperti ritrovati della contrada di Agliano, risalenti al 300 circa a.C., attestano la presenza greca nell'attuale territorio di Sava. Probabilmente si trattava dell'ultimo avamposto tarantino verso il Salento meridionale, popolato dai Messapi.
Sul finire del VII secolo d.C., con la spartizione del territorio pugliese tra bizantini e longobardi, lungo il confine venne costruito un limes noto come Paritoni o Limitone dei greci, una muraglia costruita a secco con pietre calcaree di modeste dimensioni. Il Limitone correva dalla costa adriatica a sud di Brindisi sino alla costa ionica: l'attuale territorio di Sava ne risultava attraversato dalla località La Zingara sino al Monte di Magalastro.
Il primo documento rintracciato dagli storici attraverso cui si può risalire alle origini del borgo di Sava, e nel quale si fa menzione dell'esistenza di questo paese, risale al 1417. Si tratta, nello specifico, di un assenso prestato dalla Regina Giovanna II al milite Ciccarello Montefuscolo, per comprare la Baronia di Uggiano con il suo Castello, con il Casale di Erchie, e i feudi di S. Vito e di S. Stefano e altri tenimenti. In questo documento si legge: ... de ipsa Baronia Ogiani sita et posita in provintia terre Idrunti subscriptis finibus designatis videlicet casale et castrum sea fortellitium ogiani cum ipso feudo sancti viti iuxta territorium Mandurini, territorium Casalis Novi, iuxta territorium casalis Balneoli territorium Casalis Save et alios confines.
Nel 1417 esisteva dunque per certo il Casale di Sava ed era abitato. Risulterà poi disabitato nel 1454 a causa di incursioni da continue scorrerie durante le guerre di successione tra Angioini e Aragonesi; numerosi abitanti dei casali si rifugiarono nella più sicura contrada detta "i castelli", da cui sarebbe sorta Sava verso la fine del XIV sec.. A causa di nuove incursioni anche il recente insediamento fu abbandonato tra il 1450 circa e il 1460, quando fu ripopolato dall'immigrazione di albanesi giunti al seguito del condottiero Giorgio Castriota Skanderbeg e riabitato verso la seconda metà del secolo XV. Sulla base dell'incrocio di questi dati con quelli relativi alla distruzione dei viciniori Casali di Aliano, Pasano e S. Maria di Bagnolo, il Coco fa risalire i primi insediamenti intorno al 1378, anno in cui a causa delle continue scorrerie causate dalle guerre di secessione tra Angioini ed Aragonesi, gli abitanti dei tre casali citati si rifugiano presso l'antico e semidistrutto centro denominato Castelli per fondare, appunto, Sava.
Sava sorge perciò sulle rovine di un diruto casale denominato Castelli (da non confondere con l'omonima antica area in agro di Manduria: era consuetudine antica infatti indicare con questo termine, dal latino "Castitia", agglomerati abitati). Del Casale Castelli ci forniscono notizie Achille D'Elia attraverso un manoscritto andato perduto ma in parte citato dal Coco, e Pasquale Del Prete nella sua opera Il Castello federiciano di Uggiano Montefusco, nonché l'Arditi nella sua opera La corografia fisica e storica della Provincia di Terra d'Otranto, 1879 - pp. 548–549.
Sia il D'Elia che l'Arditi concordano nell'origine antichissima del Casale detto Castelli, a causa del rinvenimento di "monete della vecchia Orra, di Metaponto, ed altre molte primitive rinvenute miste con alcune della Repubblica Tarentina e con quelle romane del basso impero". Il D'Elia riferisce di un'origine "messapica o salentina" dei Castelli a causa delle fondamenta, al suo tempo ancora visibili, "d'epoca evidentemente ciclopica" e di "certi cocci di una tal terraglia pesante come ferro del color della ghisa". Riferisce inoltre di una visita al sito da parte del Prof. Viola direttore del Museo di Taranto nell'agosto 1889 nella quale il Viola attesta l'origine remotissima del sito (D'Elia, cit. da Coco).
Secondo sia la ricostruzione del D'Elia che quella del Del Prete, inoltre, i Castelli erano in comunicazione sotterranea con altri siti: per il D'Elia "con un piccolo fortino sito in contrada Specchiolla e forse anco con quello di Uggiano Montefusco, e di Manduria", e ciò avrebbe provato secondo l'autore che essi rappresentassero "un intero sistema di fortificazioni ai confini dei due regni Messapico e Tarentino".. Il Del Prete cita a sua volta la comunicazione sotterranea dei Castelli con Uggiano Montefusco e con Pasano.
Tracce dell'antico casale sarebbero riferibili anche al periodo bizantino, e alla antica chiesa basiliana di S. Elia citata dal Lomarire. Documentazione fotografica riguardante il pavimento sotterraneo dell'antica cripta di S. Elia è fornita dal Lomarire nella sua opera.
Nel 1520 il feudo di Sava fu ceduto dalla famiglia Mayro di Nardò alla nobile famiglia leccese Prato, che ne resse le sorti fino al 1630.
Nel 1743 Sava, Aliano e Pasano passarono definitivamente ai Gesuiti con l'assenso di Carlo Borbone Re di Napoli. Nel 1767 fu soppressa la Compagnia di Gesù e il governo locale passò ai commissari regi.
Nel 1798 il nobile tarantino Giuseppe De Sinno acquistò dall'Azienda di Educazione le due masserie di Aliano e Pasano e più tardi molti altri beni, compreso il palazzo baronale con tutte le sue terre e le sue rendite.
Con le leggi eversive della feudalità di epoca napoleonica Sava ottenne l'autonomia comunale. Nel 1806 il comune divenne circondario del Distretto di Taranto, subordinato alla provincia di Terra d'Otranto. Tale suddivisione amministrativa comprendeva il comune di Sava con i borghi aggregati di Torricella e Monacizzo (che nel 1869 passarono a Lizzano), Fragagnano e San Marzano.
Nel 1810 Pietro d'Abramo divenne il primo sindaco.
Dopo l'unità d'Italia, la Terra d'Otranto cambiò nome in Provincia di Lecce ed i quattro distretti (Brindisi, Gallipoli, Lecce, Taranto) divennero circondari del Regno d'Italia. Nel corso del XX secolo il territorio della storica provincia venne smembrato. Furono istituite infatti nel 1923 la Provincia di Taranto e nel 1927 quella di Brindisi.
Sava, come i comuni limitrofi, è stata caratterizzata per buona parte del XX secolo da una forte emigrazione verso l'Italia settentrionale ed, in misura minore, verso l'Europa settentrionale.
Il 19 agosto 1976 un potente tornado colpì la città di Sava e le campagne circostanti, fino ad esaurirsi nei pressi di Manduria; il suo passaggio determinò precipitazioni molto intense e venti di fortissima intensità che causarono ingenti danni.
Le ipotesi sull'origine del toponimo "Sava" sono diverse, e talune anche assai disparate. Alcuni lo fanno risalire alle origini del borgo nato tra la fine del XIV e gli inizi del XV secolo sulle rovine del diruto Casale Castelli. Altri rintracciano un'origine molto più antica e indicante il perpetrarsi di un nome legato alle vicende dei luoghi e perciò coesistente con "Castelli". Tra i sostenitori della prima ipotesi, l'Arditi fa derivare "Sava" dal termine Soave riferito alle qualità della terra e al clima. Il Colella lo riferisce a "Sava, plurale di Sabuum, che ha il significato di detrito arenoso". Il Coco contesta e rigetta diverse ipotesi dopo averle illustrate, e propende per la derivazione dal cognome di una nobile famiglia salernitana di origini romane, la famiglia Sava. Tra i sostenitori delle origini molto più antiche del toponimo, il Pacelli, in un manoscritto rintracciato e citato dallo stesso Coco, riferisce le origini al termine "sapa"  riferita ad una varietà di mosto cotto e ad un popolo tracio-illirico, i Sapei, che secondo il Pacelli (il quale riprende a sua volta dei passi di Plinio) si sarebbe portato da queste parti in antichità e sarebbe legato anche alla produzione di quella bevanda. Il Pichierri riprende e fa anche sua l'ipotesi del Pacelli, correggendo alcune critiche del Coco che a sua volta ha contestato il Pacelli. Orazio Desantis riferisce l'origine del nome Sava all'antico suffisso Sabh-Saf matrice di una pluralità di termini e di nomi di popolazioni italiche, riprendendo anche alcuni studi del Devoto. Cita poi il Parlangeli che nei suoi studi rintraccia i termini messapici Saba e Sabaziaro . Il Desantis ipotizza anche una connessione con la divinità traco-illirica Sabazios riproponendo così una delle ipotesi citate dal Coco e ritenute plausibili dall'erudito francescano ma poi scartate a favore di quella della derivazione dalla famiglia salernitana. A sostegno di queste ipotesi il Desantis cita invece, lo stanziamento di popolazioni tracio-illiriche nel territorio pugliese e ancora, la connessione Sabazios - Sapa - Sapei riallacciandosi così alle ipotesi del Pacelli e del Pichierri.

## Monumenti e luoghi d'interesse

### Architetture religiose

#### Santuario della Madonna di Pasano

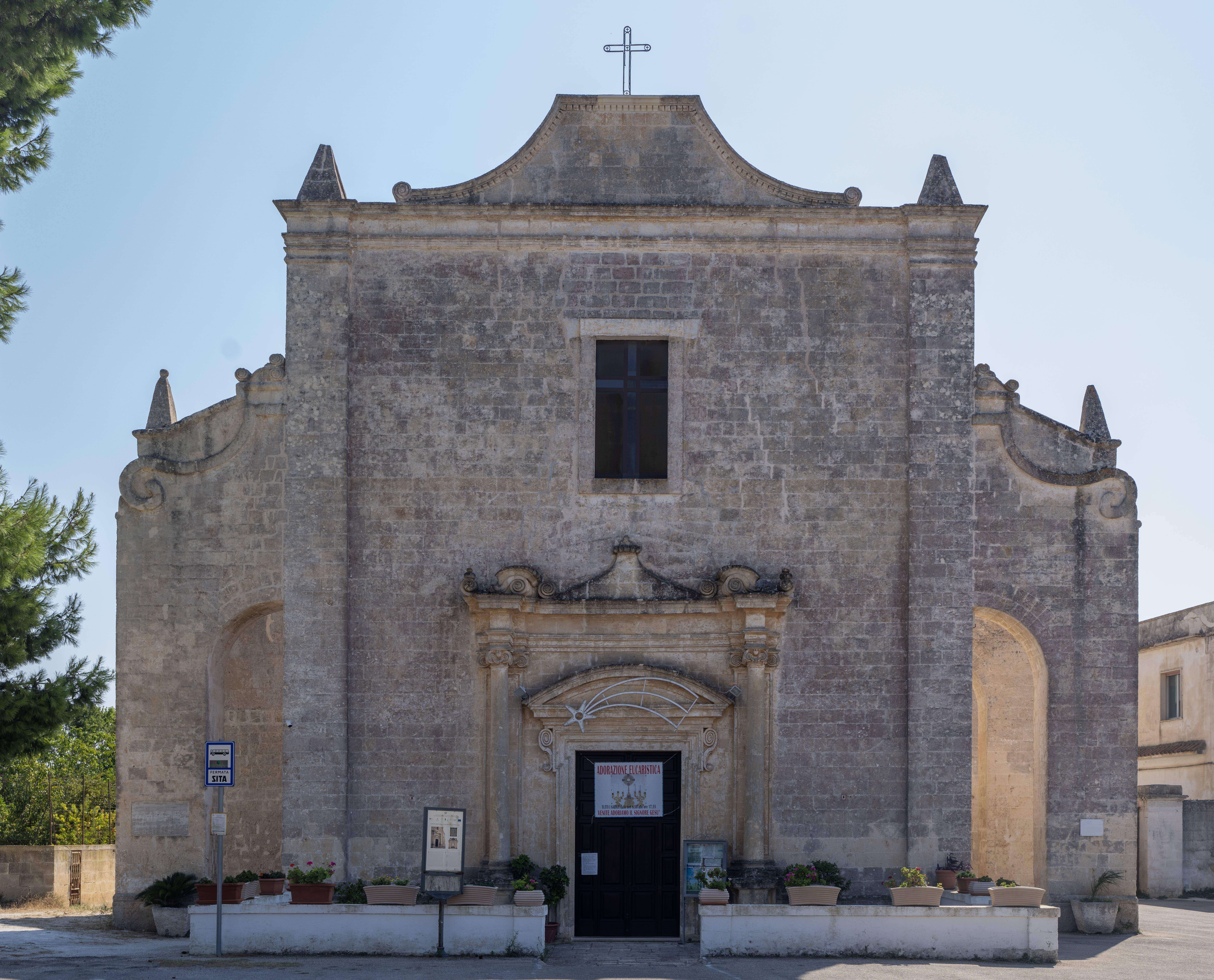
Santuario della Madonna di Pasano.

Il Santuario della Madonna di Pasano è un Santuario cattolico fondato su un locale culto di origine antichissima (bizantina, come testimonia anche un'icona della Madonna con Bambino conservata al centro dell'altare), più volte riedificato. L'attuale assetto risale a una ricostruzione del 1712 ma di recente sono stati scoperti i resti di una struttura preesistente all'attuale santuario.

#### Chiesa Madre

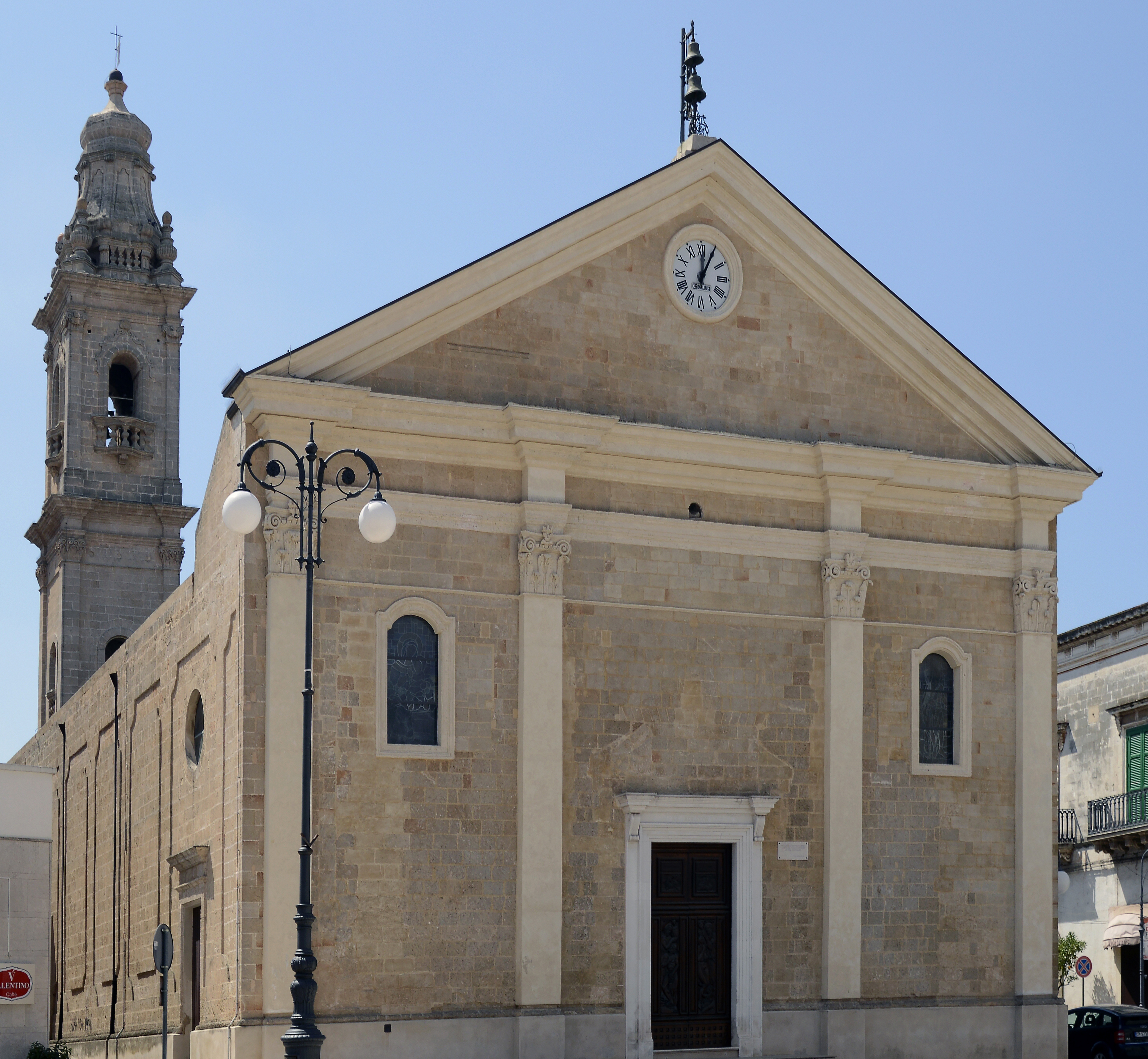
Chiesa Madre.

Chiesa Madre è dedicata a San Giovanni Battista culto portato a Sava dai cavalieri Templari che avevano in feudo la vicina Maruggio. La costruzione della parte più antica, la navata centrale, risale al 1500. Originariamente caratterizzata da una navata unica, la struttura è stata ampliata nella seconda metà del settecento, aggiungendo due navate laterali e rendendo più lunga la navata centrale. Presso la navata laterale di destra si trovano le nicchie dedicate alla Madonna di Pasano e a San Giovanni Battista. Oggi si presenta con tre navate in stile barocco.
La facciata fu rimaneggiata in stile neoclassico nella seconda metà dell'Ottocento. Il prospetto è definito da quattro semi-colonne che terminano con capitelli, mentre al livello superiore, al posto di un rosone, è presente un orologio. 
Il campanile è uno tra i più belli per raffinatezza, eleganza di tutto l'Alto e Basso Salento. Costruito nel 1782, è in stile tardo barocco ed è alto mt 43.

#### Chiesa di San Francesco ed ex Convento francescano

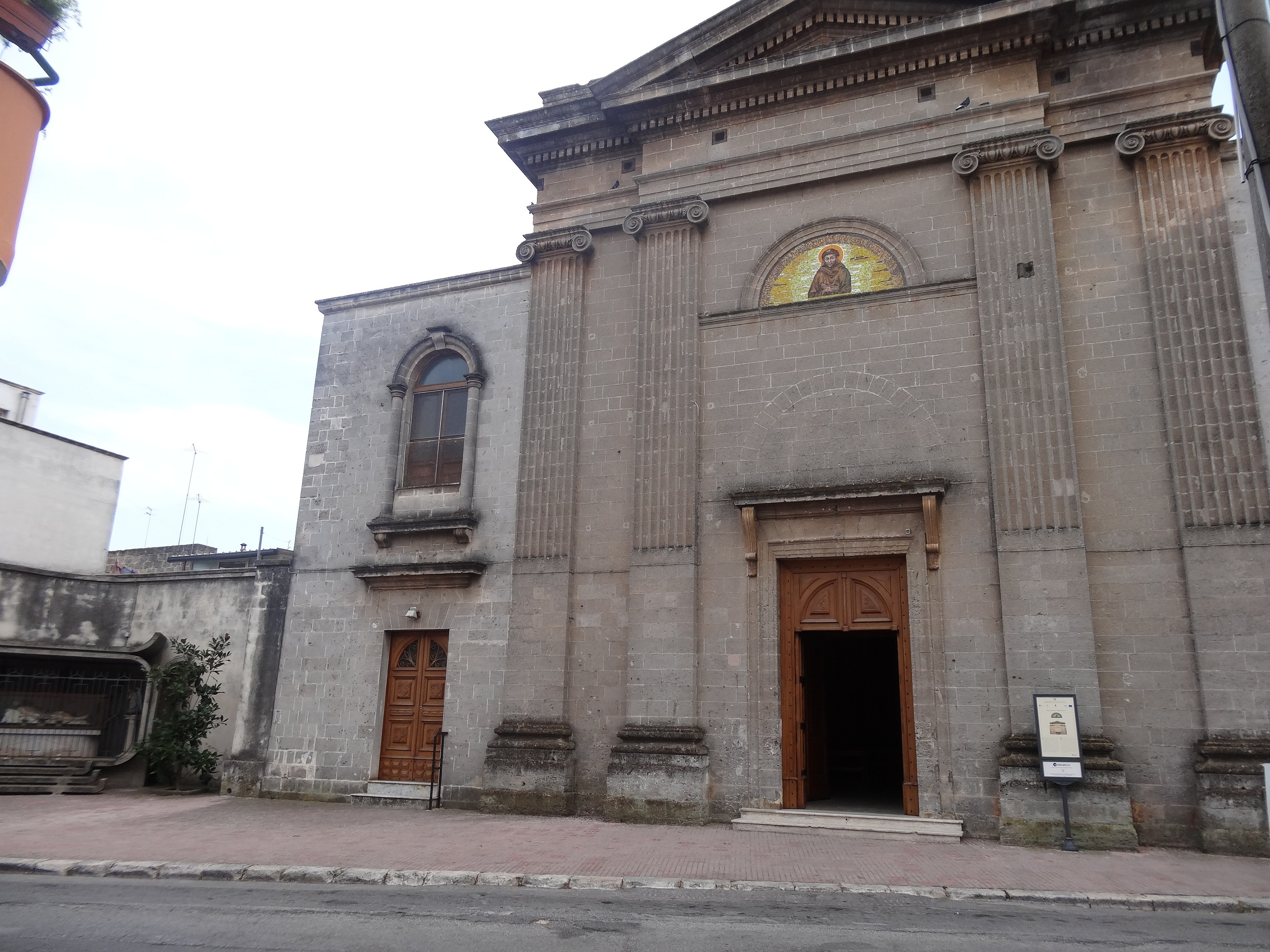
Chiesa San Francesco

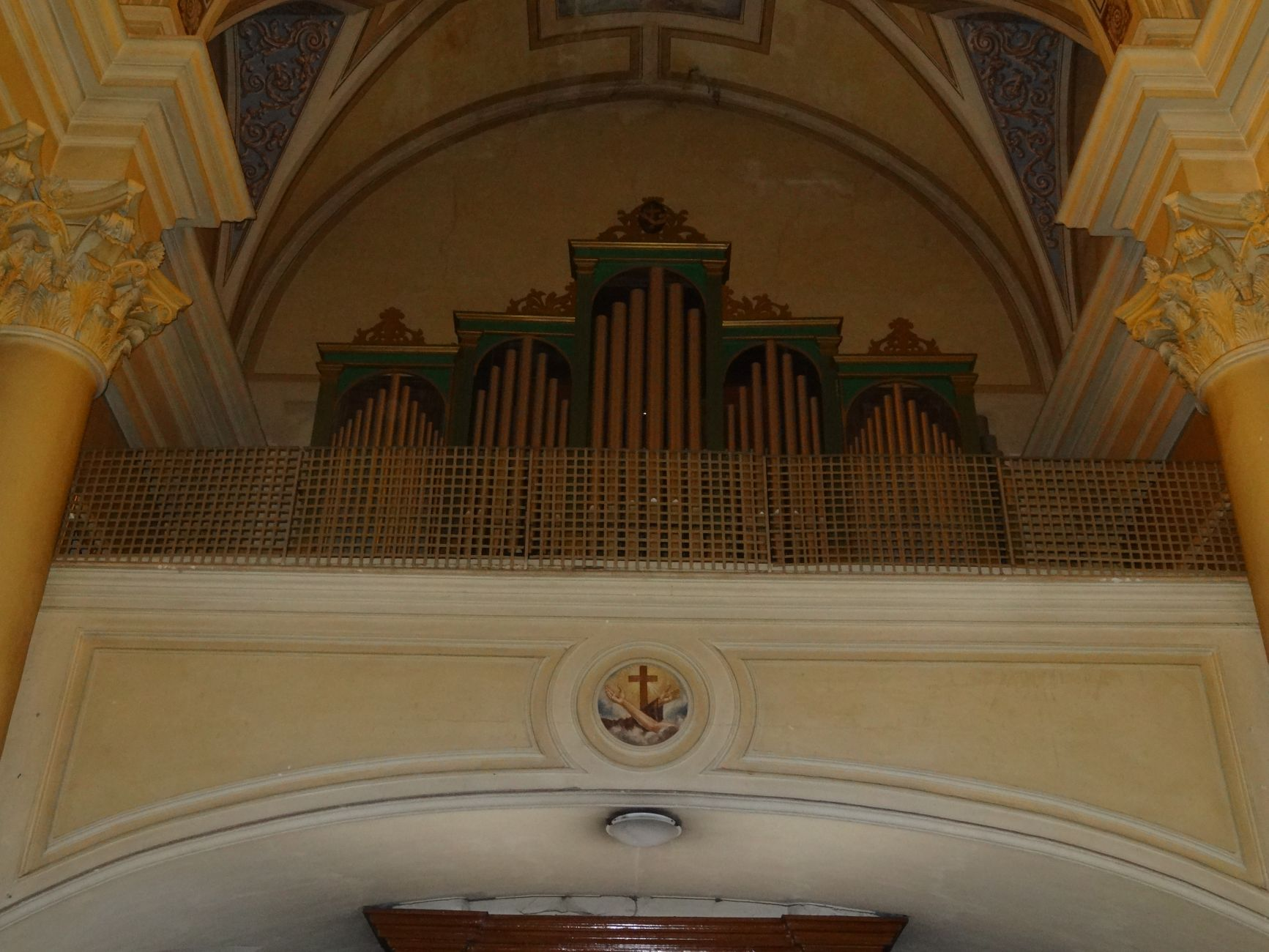
Chiesa San Francesco organo

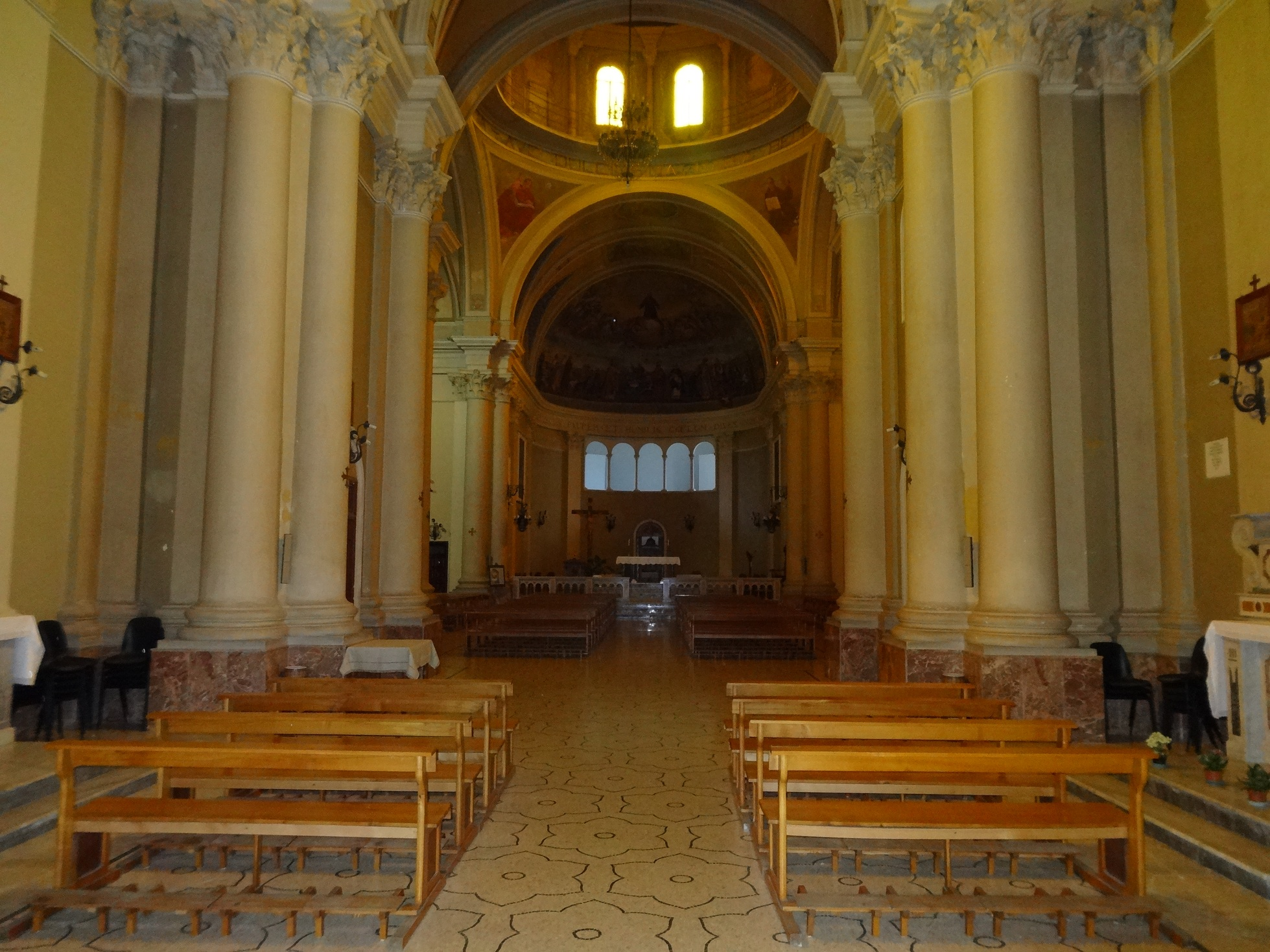
Chiesa San Francesco interno

San Francesco è una grande chiesa ad unica navata e a croce latina, coperta da due cupole differenti tra loro per diametro ed altezza. La parte originaria del luogo di culto fu eretta nel 1882 e fu notevolmente ampliata tra il 1936 e il 1951 con molta cura da parte dei Francescani. Per quanto recente essa sia, è una delle chiese più belle del Salento francescano. Le cupole, le pareti superiori e le vele sono impreziosite da affreschi di notevole valore artistico dei pittori Gaetano Bocchetti (1888-1990) e Antonio Valzano.
L’edificio di culto è orientato in direzione nord-sud, con una facciata di stile neoclassico, caratterizzato da quattro lesene scanalate terminanti con capitelli ionici reggenti una trabeazione, la quale è sormontata da un timpano a forma triangolare. Sotto la trabeazione vi è una lunetta, chiusa nel 1971, in cui è stato realizzato un mosaico raffigurante San Francesco che riproduce un’opera del Cimabue. Svetta uno splendido campanile alto mt 45 inaugurato di recente, nell’ottobre del 1995.
Lateralmente alla chiesa si estende l'ex convento francescano dall’imponente struttura architettonica completata nel 1982; è adibito a biblioteca e museo.

#### Chiesa dell'Immacolata Vecchia
La chiesa dell'Immacolata Vecchia, poco lontano dalla piazza San Giovanni Battista, fu costruita nel 1783 da don Michele Melle, un sacerdote che per problemi di salute, per poter continuare ad officiare chiese il permesso al sovrano, Ferdinando IV di Borbone (1767-1825), di erigere una cappella, accanto alla casa padronale del 1700 del fratello Oronzo Melle. La facciata presenta caratteristiche architettoniche del tardo - barocco, un rosone a finestra sagomata e una cimasa su cui è posta la statua della Madonna Immacolata. L’interno è semplice, con decorazioni eleganti, le volte a crociera e un presbiterio che mette in risalto l’altare. Nella fiancata destra, in una nicchia vi è la statua di San Luigi Gonzaga.

#### Ex Chiesa di Santa Filomena
La costruzione di questa cappella, situata ad un crocevia e nei pressi di una strada che porta il nome di via Santa Filomena, risale alla fine dell'800. Detta ex chiesetta figura nell'elenco delle chiese fornito dal Coco nella sua opera "Cenni Storici di Sava",  tuttavia egli specifica che è "ridotta da poco tempo ad abitazione privata" Se ne deve dedurre che la cappella fu dismessa non molto prima del 1915, data di pubblicazione del lavoro del Coco. Non abbiamo notizie certe rispetto alla data di dismissione della Cappella e non sappiamo per certo se in essa mai si officiò, date peraltro le controversie sorte intorno alla figura di questa santa che verrà eliminata con la revisione del Martirologio Romano avvenuta nel 1961, nonostante le fosse dedita una forte devozione popolare specialmente al sud.

#### Chiesa della Croce
La chiesa della Croce è una chiesa del 1700 ed è molto cara ai savesi in quanto da questa chiesa il venerdì santo partono le due processioni quella dell'Addolorata la mattina alle ore 6.00 e quella dei misteri nel pomeriggio alle ore 18.00.

#### Chiesa dei Santi Medici
La Chiesa dei Santi Medici Cosimo e Damiano. La struttura è orientata verso Est, quindi rivolta al sorgere del sole simboleggiante la luce di Dio. Originariamente era una cappella eretta per volontà di alcuni fedeli e benedetta dall’Arciprete Luigi Spagnolo nel 1901, di cui all’interno dell’edificio permangono i pilastri a sostegno di due volte a crociera e la struttura delle due campate che vanno a comporre la navata unica. Sull’altare maggiore è collocato un Crocifisso ligneo del 1955, ed accanto vi sono i simulacri del Sacro Cuore e dei Santi Medici, statue in legno realizzate da una scuola d’arte veneziana. Vicino all’ingresso della chiesa, sulla destra, vi è il sepolcro di Don Salvatore Caforio, il primo parroco di questa parrocchia, originario di Sava, decorato con un bassorilievo della Resurrezione. Un bassorilievo impreziosisce anche lo sfondo del Battistero, con una raffigurazione del Battesimo di Gesù realizzata da Delia Longo Aquilino. Dall’esterno, il visitatore può apprezzare una facciata con pannelli in bassorilievo con rappresentazioni del Vecchio e del Nuovo Testamento, opera di Marcello Gennari del 1960. Negli anni novanta è stato costruito un moderno campanile alto 40 m.

#### Chiesa della Mater Domini

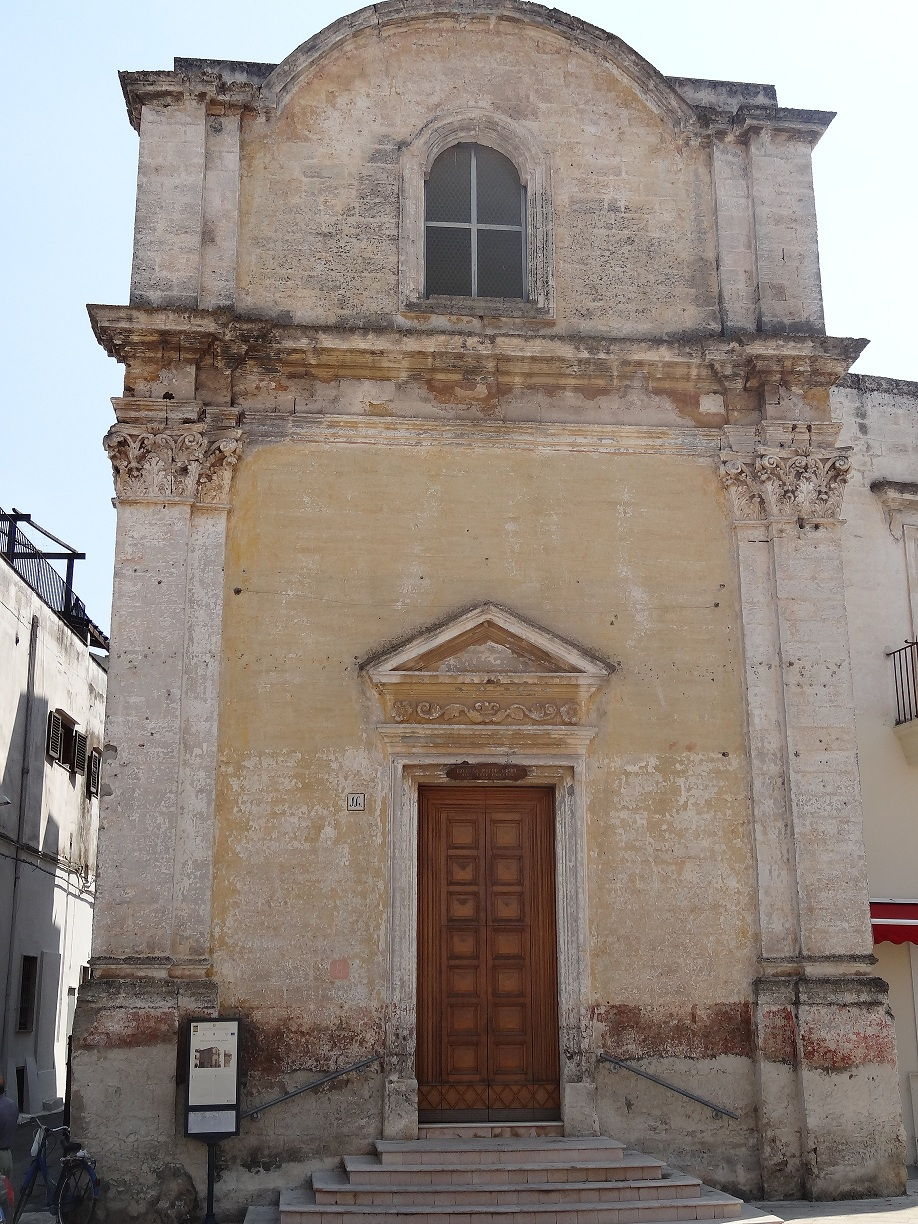
Chiesa della Mater Domini

Chiesa della Mater Domini, eretta nella prima metà del XVI secolo su volontà dei feudatari di Sava i baroni Prato di Lecce. Fu la prima parrocchia di Sava e venne eretta di fronte al Palazzo Baronale, risalente al medesimo periodo storico. Alla fine del XVII secolo fu ampliata a causa dell’aumento della popolazione. La facciata presenta due lesene laterali che terminano con un capitello di stile corinzio, ed un cornicione modanato terminante con un arco. Nel livello superiore si trova una finestra con una cornice splendidamente decorata. Degno di nota è il portale, con una cornice modulata, un raffinato fregio e un timpano sporgente. Il campanile è a vela semplice, con due arcate, e poggia su un lato della chiesa. All’interno il luogo di culto è caratterizzato da una navata unica, priva di abside e le pareti superiori presentano una modanatura di ottima fattura artigianale, su cui si aprono cinque finestre con volte a crociera, mentre il presbiterio presenta volte a “catalano” o “moresche”. Lateralmente vi sono tre nicchie in cui sono collocate sculture della “Madonna delle Grazie”, della “Addolorata” e della “Visitazione della Madonna alla cugina Elisabetta”. L’altare è in pietra, privo di decorazioni, e sopra di esso, in una nicchia decorata con volute, palmette, teste di angeli e due puttini, è posizionata una tela raffigurante la “Vergine con il Bambino”.  Ai lati della nicchia ci sono due medaglioni; nel medaglione di destra, una tela raffigurante “San Pasquale Baylon” e nel medaglione a sinistra di San Basilio, o San Geronimo, l'appartenenza non è certa. La chiesa è dedicata a Santa Maria delle Grazie e al suo interno si conserva in una teca di vetro la statua lignea, policroma, posta accanto all’ingresso.

#### Chiesa della Sacra Famiglia
La chiesa della Sacra Famiglia, comunemente chiamata di San Luigi, è una chiesa moderna costruita negli anni novanta del secolo scorso. Ha un campanile alto mt 30.

#### Cappelle votive
- Cappella della Madonna di Pasano
- Cappella del Cristo di Galatone

#### Colonna di San Giovanni

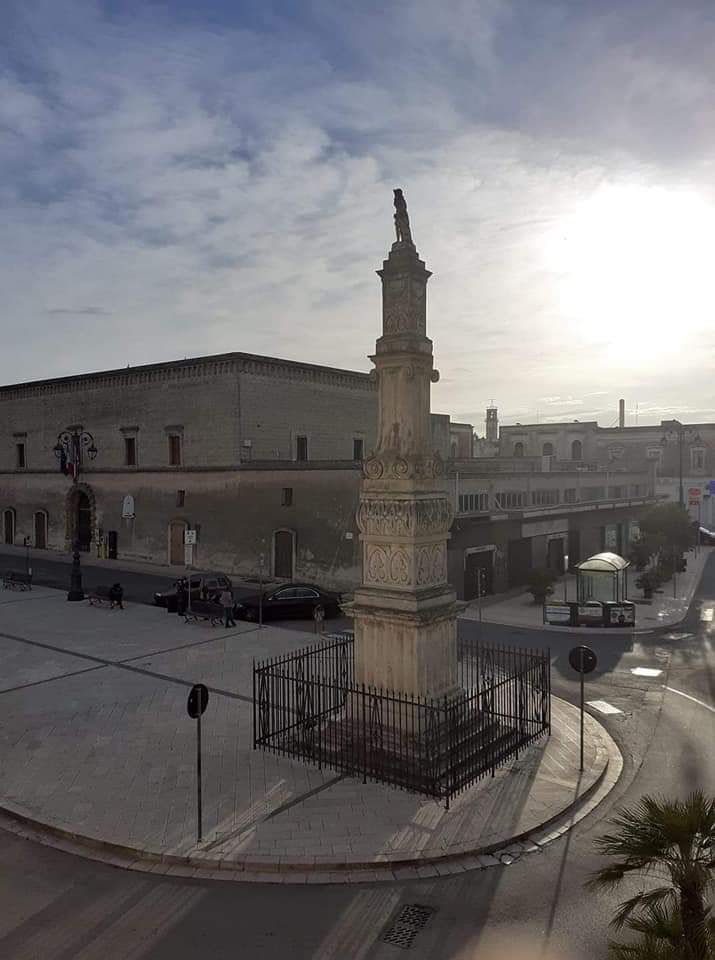
La colonna di San Giovanni.

La Colonna di San Giovanni Battista, posta in piazza San Giovanni, nel centro del paese e di fronte alla chiesa, fu realizzata su progetto del savese Luciano Cavaliere fra il 1895 ed il 1896, in tufo locale, in sostituzione di una precedente piccola colonna cilindrica. La guglia è suddivisa in cinque piani modanati che riportano in bassorilievo delle decorazioni quali scanalature verticali, fiori stilizzati e volute. Sulla sommità è posta una piccola statua di San Giovanni Battista, protettore di Sava.
Nell'articolo di Salvatore Panareo I santi nella tradizione popolare pugliese del 1934, pubblicato sulla rivista Japigia (a. 5, fasc. 1-2 , 1934, Cressati) a pagina 162, è riportata un'antica leggenda: San Giovanni Battista protettore di Sava appare in mare ad una nave che trasporta del grano, e riesce a far dirottare a Sava quel carico, per sfamare i savesi che, colpiti dalla carestia, ne sono rimasti sprovvisti. Queste le righe in cui si racconta la leggenda: «IN TEMPO DI GRANDE CARESTIA, A UN LEGNO CARICO DI GRANO CHE VELEGGIA NEL JONIO SI PRESENTA UN BEL GIOVANE A PREGARE I CONDUTTORI CHE IL CARICO SIA DESTINATO A SAVA. IL GIOVANE, CHE È SAN GIOVANNI BATTISTA, È ACCONTENTATO...»

### Architetture civili

#### Palazzo Baronale

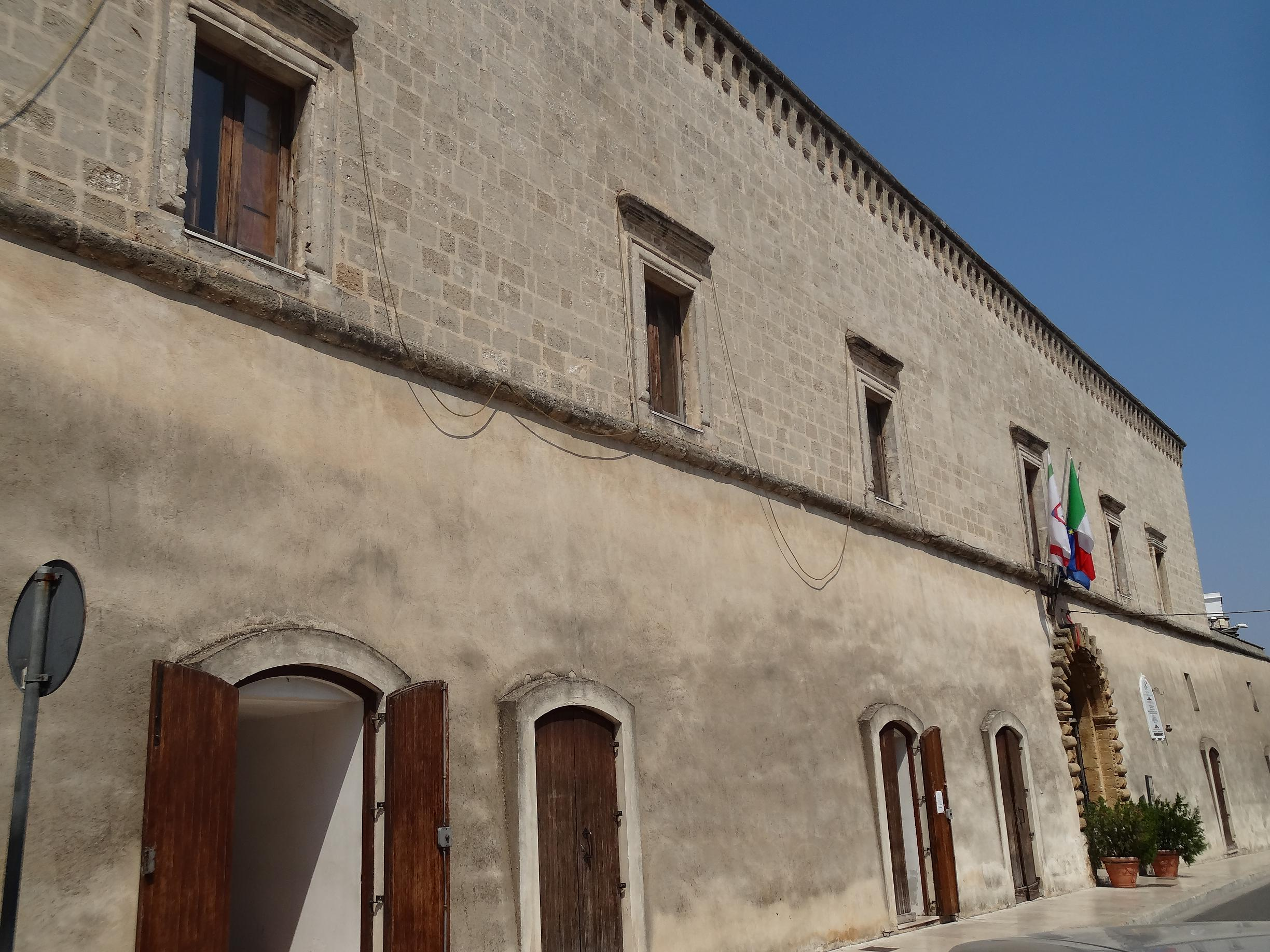
Castello dei baroni Prato - Sava -

Sede del municipio dal 1884. Fu fatto erigere dal barone Pompeo Prato tra il 1533 e il 1575 sull'area di una precedente costruzione e in tufo locale ed era dotato di un fossato. Vi risiedette oltre a Pompeo Prato il figlio Nicola Prato e la figlia di quest'ultimo Ippolita Prato fino alla sua morte 1630. Anno in cui il feudo con il castello fu ceduto alla Compagnia di Gesù. Nel 1798 il marchese Giuseppe De Sinno, originario di Taranto, acquistò il feudo e il palazzo baronale di Sava (castello). È stato rimaneggiato nel corso del tempo, ma conserva parte delle strutture del Cinquecento e del Seicento, tra le quali il preziosissimo portale bugnato. Nelle fondamenta del palazzo è visitabile un antichissimo frantoio ipogeo. Sul lato ovest ha un bellissimo porticato, usato per anni come mercato coperto. Adesso dopo il restauro si affacciano gli uffici del comune.

#### Palazzo Spagnolo Palma
Sito in via Regina Margherita. Palazzo signorile costruito all'inizio dell'Ottocento da un ricco mercante Giovanni Antonio Spagnolo Palma, come sua residenza. Il palazzo si presenta con una forma austera in stile neoclassico, conserva elementi di pregio fra cui una maschera con testa di Sileno sul portone centrale, i capitelli delle colonne del portale stesso, e vari altri elementi esterni e interni; ospita uffici comunali e il Museo della civiltà contadina.

### Siti archeologici

#### Limitone dei Greci
Limitone dei Greci: lunghissimo muro di confine tra il territorio magno-greco e quello messapico, che ha suscitato grande interesse a studiosi, storici e archeologi e i cui resti sono ben conservati e visibili nelle adiacenze della contrada di Pasano. Pare che lo stesso santuario di Pasano sorga sulle rovine di un antico luogo di culto pagano, mentre nella contrada di Aliano (che è uno degli altri insediamenti importanti della storia di Sava) esistono tracce di templi dedicati a Demetra e Dioniso.

#### Area archeologica di Aliano
Agliano (detta anche Aliano) è la denominazione di una contrada in agro di Sava, distante circa 3 km dal centro abitato e situata nei pressi della SS 7 Ter Sava - Fragagnano. La località, ove sorge una masseria, è stata oggetto di insediamenti in epoca magno-greca e successivamente romana e medievale.

#### Area archeologica delle Petrose
Nel 1985 alcuni studiosi locali annunciano con una pubblica conferenza la scoperta di un villaggio neolitico in contrada Petrose a Sava.
Il fortuito ritrovamento si deve ad uno scasso agricolo avvenuto nella primavera del 1985, a seguito del quale emergono, da un terreno situato a circa 100 m a nord-ovest della masseria Le Petrose, numerosi frammenti di materiale ceramico per lo più di età neolitica, grumi di intonaco di capanna, e utensili.

#### Sava sotterranea
Al di sotto della città di Sava si estende una rete di cunicoli e gallerie su cui non vi sono studi archeologici. Nel corso del tempo, gli studiosi e gli storici locali si sono avvalsi di resoconti di tipo etnografico, delle testimonianze della gente del posto, e delle citate ricostruzioni del D'Elia e del Del Prete, e hanno teorizzato che la presenza di tali cunicoli e gallerie sia riconducibile a un insediamento precedente alla fondazione della stessa Sava (probabilmente messapico?), il cosiddetto insediamento di Castelli. Non sono mai stati effettuati scavi e ricerche per chiarirne l'epoca di origine e la reale estensione ma, stando ai vari resoconti, questi potrebbero estendersi fuori dal centro abitato per un raggio di diversi chilometri, fino a raggiungere le contrade di Pasano e Aliano ad ovest di Sava, Uggiano Montefusco, e alcune contrade poco a nord della città.

#### Necropoli di Castelli
Nell'attuale rione cittadino che si estende nei pressi del Convento di San Francesco, durante gli scavi per la costruzione di molte delle attuali abitazioni civili, sono state rinvenute diverse tombe, con annessi corredi funebri, il che ha fatto sì che gli storici locali teorizzassero la presenza di una vera e propria necropoli estesa lungo tutta la zona compresa tra la via per Taranto e l'ex Chiesa di Santa Filomena.

### Aree naturali

#### Grotta di Grava Palombara
Si tratta di una suggestiva grotta sotterranea alla quale si accede tramite una scalinata che reca incise delle croci cristiane (indice di probabile riutilizzo in epoca medievale); l'area è di forma circolare, con un diametro di circa 15 metri e un'altezza di metri 6, provvista di lucernario. Il sito ricorda molto il cosiddetto Fonte Pliniano di Manduria. Non sono mai state condotte ricerche approfondite di tipo archeologico su questo sito, che tuttavia è censito speleologicamente. Sicuramente, nel tempo, la grotta è stata destinata a differenti utilizzi, rispetto ai quali sono state fatte, anche di recente, diverse ipotesi (probabili usi, in antichità remota, di tipo cultuale).

#### Grotta della Campana d'Oro
Tale grotta, attualmente ostruita, è ubicata in contrada Scerza. Tale cavità sotterranea presentava, secondo le descrizioni degli ultimi visitatori, un'estensione di circa 16-20 metri quadrati "con mangiatoie e specie di lettiere per sdraiarvisi". La grotta prende il nome di "Campana d'oro" a causa di un'antica e suggestiva leggenda popolare.

## Società

### Evoluzione demografica
Abitanti censiti

### Etnie e minoranze straniere
Al 31 dicembre 2023 gli stranieri residenti erano 366 persone, pari al 2,12% della popolazione.

### Dialetto
Il dialetto savese è una variante del dialetto brindisino o salentino settentrionale, facente parte del gruppo meridionale estremo somigliante al dialetto calabrese.

### Religione
La religione più diffusa è il cattolicesimo. Il comune ricade sotto l'autorità della diocesi di Oria ed è suddiviso nelle tre parrocchie: di San Giovanni Battista (presso la chiesa madre), dei Santi Medici e della Sacra Famiglia, la più recente per erezione.

## Cultura

### Musei
A Sava sono presenti vari musei gestiti dall'amministrazione comunale. Il più importante per quantità di materiale esposto e qualità di esso è   Museo Missionario Cinese e di Storia Naturale, con una raccolta di minerali, rocce, fossili e animali imbalsamati. Tale museo è allestito presso l'ex Convento di San Francesco.
Inoltre all'interno del Trappeto ipogeo del Palazzo Baronale (Castello) da alcuni anni è presente il Museo dell'Olio, unico nel suo genere nel territorio per la ricchezza di reperti e per la meravigliosa locazione.
Infine la cittadina negli ultimi anni si è arricchita di un interessante museo della civiltà contadina, sito nel palazzo Spagnolo Palma.

#### Biblioteche
Sava è sede di una prestigiosa biblioteca, la Biblioteca San Francesco all'interno dell'ex Convento di San Francesco. La costituzione della biblioteca coincide con la fondazione del convento stesso nell'anno 1882 e inizialmente erano custoditi libri di carattere teologico. Successivamente, dopo la soppressione di diversi altri monasteri, le opere contenute nelle biblioteche dei conventi soppressi vennero custodite all'interno della biblioteca di Sava, che da allora ospitò numerose pregevoli opere che vanno dal XVI al XIX secolo. Nel corso del XX secolo la biblioteca si è ulteriormente arricchita fino ad ospitare circa 80.000 volumi e rappresenta una delle più grandi biblioteche della zona. L'apertura al pubblico della biblioteca è avvenuta al 1982, esattamente 100 anni dopo la fondazione.

### Eventi
- Festa patronale di San Giovanni Battista: in occasione della festa patronale di san Giovanni Battista, che cade il 24 giugno, si tengono diverse manifestazioni, spaziano dalla musica, all'arte e alla cultura, con varie mostre e incontri il tradizionale "giugno savese". Sempre a giugno si dà inizio al tradizionale torneo di san Giovanni.
- Festa della Madonna di Pasano: celebrata nella prima domenica di marzo, con il tradizionale pellegrinaggio al santuario che dista 3 km del centro abitato savese.[30]
- La Tavole di San Giuseppe o in savese "Mattre" (Madie) si svolgono il 19 marzo, è un'antica tradizione in cui, in onore si San Giuseppe, si imbandiscono grandi tavolate con piatti tipici. Il 18 marzo, giorno prima alla festa, per le strade del paese i savesi per usanza accendono "lu fanoì" al santo, per festeggiare la vigilia con musica, giochi e tanto vino.
- Calice di stelle: manifestazione enogastronica che si svolge in occasione della pioggia di lacrime di San Lorenzo, durante la quale si possono degustare i prodotti locali, tra cui il Primitivo di Manduria.
- Art&Sapori si svolge il 20 agosto manifestazione organizzata dall'Associazione Culturale Sinphonia.

#### Fiere e mercati
Mercato settimanale: il lunedì
Fiera di Sava: Si svolge nel mese di dicembre

## Economia
L'economia savese è prevalentemente agricola, incentrata sui settori vitivinicolo ed oleario.
A dispetto dell'espansione urbana degli ultimi decenni, l'agro savese è caratterizzato da annosi vigneti e secolari oliveti. La produzione vinicola è prevalentemente costituita dal 'Primitivo', un vitigno molto antico con cui viene prodotto il cosiddetto 'Primitivo di Manduria', un vino rosso D.O.C. di elevato tenore alcolico.
La produzione e la commercializzazione del vino locale ha ricevuto un nuovo impulso dalla presenza di una vasta zona industriale alle porte del centro abitato.

## Infrastrutture e trasporti

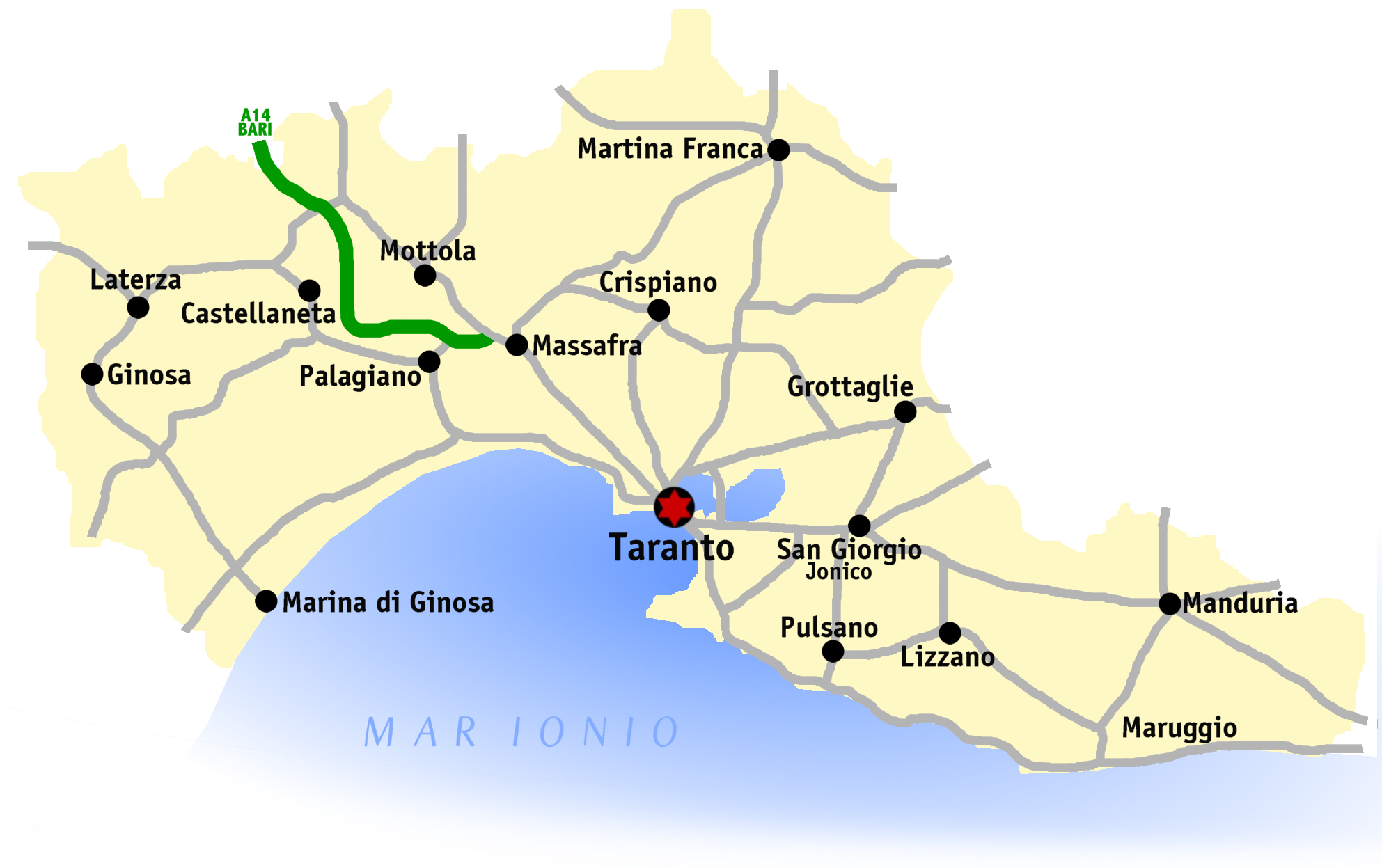
Collegamenti della Provincia di Taranto.

### Strade
Sava è attraversata dalla strada statale 7 ter Salentina, che la collega a Fragagnano e Taranto, verso ovest, e Manduria e Lecce, verso est. Il territorio è attraversato dalla Superstrada Bradanico - Salentina, Taranto/Lecce, a due corsie per senso di marcia (in costruzione). È inoltre servita dalle strade provinciali SP53 per Francavilla Fontana, SP86 per San Marzano di San Giuseppe, SP118 per Lizzano, SP129 per Torricella, SP134 per Maruggio e Campomarino (Maruggio) e SP135 per Uggiano Montefusco.

### Ferrovie
Lo scalo ferroviario savese, denominato "Archignano" e appartenente alle 'Ferrovie del Sud Est (FSE)', dista circa 5 km dal paese. Tale scalo ferroviario è murato ed in stato di abbandono; ci si serve (recandosi nella vicina Manduria) della tratta Martina Franca-Francavilla Fontana-Manduria-Lecce.

## Amministrazione
Di seguito è presentata una tabella relativa alle amministrazioni che si sono succedute in questo comune.
| Periodo          | Periodo          | Primo cittadino     | Partito                       | Carica      | Note   |
| ---------------- | ---------------- | ------------------- | ----------------------------- | ----------- | ------ |
| 7 ottobre 1988   | 8 marzo 1991     | Ettore Lomartire    | Partito Socialista Italiano   | Sindaco     | [ 31 ] |
| 8 marzo 1991     | 6 ottobre 1992   | Antonio Fabiano     | Partito Repubblicano Italiano | Sindaco     | [ 31 ] |
| 10 ottobre 1992  | 22 giugno 1993   | Giovanni De Cataldo | Partito Repubblicano Italiano | Sindaco     | [ 31 ] |
| 22 giugno 1993   | 3 maggio 1995    | Aldo Maggi          | Democrazia Cristiana          | Sindaco     | [ 31 ] |
| 4 maggio 1995    | 20 novembre 1995 | Massimo Mariani     |                               | Comm. pref. | [ 31 ] |
| 20 novembre 1995 | 17 aprile 2000   | Aldo Maggi          | centro-sinistra               | Sindaco     | [ 31 ] |
| 17 aprile 2000   | 17 dicembre 2002 | Aldo Maggi          | centro-sinistra               | Sindaco     | [ 31 ] |
| 17 dicembre 2002 | 27 maggio 2003   | Fabio Colapinto     |                               | Comm. pref. | [ 31 ] |
| 30 maggio 2003   | 10 dicembre 2004 | Lucia Alba Fasano   | centro-destra                 | Sindaco     | [ 31 ] |
| 10 dicembre 2004 | 5 aprile 2005    | Adriana Famà        |                               | Comm. pref. | [ 31 ] |
| 5 aprile 2005    | 6 novembre 2006  | Corrado Agusto      | centro-sinistra               | Sindaco     | [ 31 ] |
| 29 maggio 2007   | 22 maggio 2012   | Aldo Maggi          | centro-sinistra               | Sindaco     | [ 31 ] |
| 22 maggio 2012   | 12 giugno 2022   | Dario Iaia          | centro-destra                 | Sindaco     | [ 31 ] |
| 13 giugno 2022   |                  | Gaetano Pichierri   | centro-destra                 | Sindaco     | [ 31 ] |

### Gemellaggi
- Anfipoli, dal 2005